# Eknösundet
Eknösundet är ett vattenområde i Stockholms skärgård som begränsas av Hasselö och Harö i norr och av Skarp-Runmarn och Eknö i söder. Eknösundet ansluter till Kanholmsfjärden i väster och till Rödkobbsfjärden i öster.
Idag går Sandhamnsleden genom Eknösundets västra, djupaste del. Rödkobbsleden var tänkt att passera sundet i hela dess längd.